# Операция «Ганнибал»

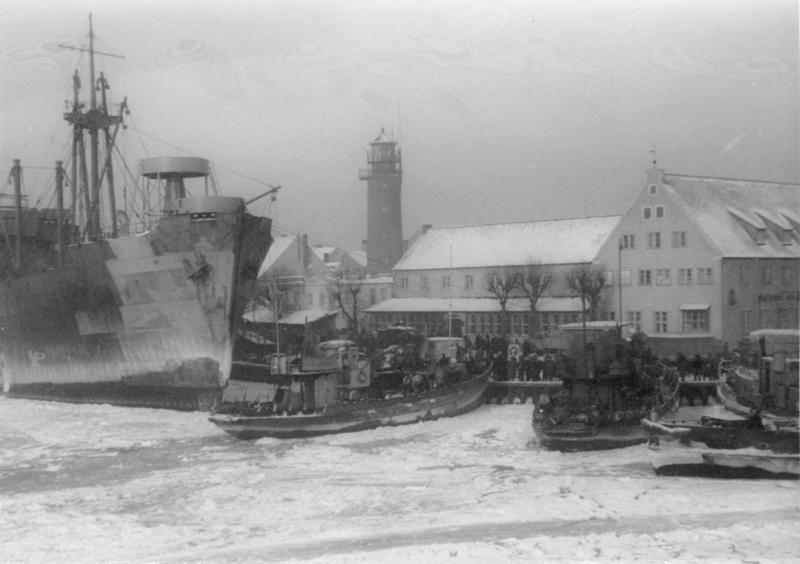
Восточно-прусские беженцы в порту Пиллау, 26 января 1945 года.

Опера́ция «Ганниба́л» — операция по эвакуации властями нацистской Германии гражданского населения, в первую очередь женщин и детей, а также войск с территории Восточной Пруссии, Курляндии и Восточной Померании во время Второй мировой войны ввиду наступления Красной армии в период с 13 января по 8 мая 1945 года в ходе Великой Отечественной войны.
На окружённой территории Восточной Пруссии оставалось около двух с половиной миллионов человек гражданского населения. Считается, что во время этой операции в течение четырёх месяцев были эвакуированы Балтийским морем в западные регионы Германии более двух миллионов человек. По количеству транспортировки населения и войск операция «Ганнибал» считается крупнейшей в мире эвакуацией морем. 

## Разработка и ход операции
Операция «Ганнибал» была разработана по инициативе командующего Военно-морских сил нацистской Германии Карла Дёница и началась 21 января 1945 года.
Эвакуация войск и населения была вызвана стремительным наступлением Красной армии на непосредственно германской территории в ходе Восточно-Прусской и Восточно-Померанской операций, а также неспособностью германских войск удержать фронт. Операция проводилась в период с 13 января по 8 мая 1945 года с целью переправить население и войска с этих территорий, а также из Курляндского котла на запад. Германским морским ведомством через все корабли Германии передавалось закодированное сообщение «Операция „Ганнибал“», что означало эвакуацию кораблей, войск и мирного населения на запад Германии. В связи с паникой в Восточной Пруссии сотни тысяч человек мирного населения были эвакуированы на различных типах кораблей, часто намного превышая их возможности по грузоподъёмности.
Несколько крупных военных судов, перевозивших в том числе и беженцев, но не имевших соответствующих обозначений, такие как: «Вильгельм Густлофф», «Гойя» и «Генерал Штойбен»  были атакованы советскими подводными лодками и морской авиацией и потоплены в Балтийском море. В результате только этих атак погибло около 20 тысяч человек.
Эвакуация миллионов людей считается одной из заслуг адмирала Дёница, который, несмотря на службу в правительстве Гитлера, пользовался благосклонностью многих немцев после войны.
В связи с окружением Курляндской группировки вермахта и угрозой окружения немецких войск в Восточной Пруссии было решено вывезти в западную часть Германии часть подразделений, в первую очередь, школы подводников, боевые учебные флотилии 19-я, 20-я, 26-я (Пиллау; с 1946 года — Балтийск), 23-я, 25-я (Данциг; с 1945 года — Гданьск), 24-я, 27-я (Гдыня; в немецкой оккупации — Готенхафен), 70-80 укомплектованных и обученных экипажей подводных лодок, всего более трёх тысяч офицеров и курсантов. Для обеспечения эвакуации адмирал Оскар Кумметц удерживал контроль над Данцигской бухтой.
Операцию планировал командир 2-й учебной флотилии В. Шютце, курировал гауляйтер Данцига А. Форстер. По соображениям секретности, переброску осуществляли в массе беженцев: чиновников, партийных и государственных деятелей, чинов СС и СД и членов их семей. Тех и других предполагали разместить на двух крупных судах «Ганзе» и «Вильгельм Густлофф». «Вильгельм Густлофф» при выходе из бухты был торпедирован советской подводной лодкой «С-13» и затонул.